# Ту-154
Ту-154 (по кодификации НАТО: Careless — «беспечный») — советский и российский трёхдвигательный реактивный пассажирский авиалайнер и транспортный самолёт 1-го класса для авиалиний средней протяжённости, рассчитанный на перевозку 152—180 пассажиров. Разработан в 1960-х годах в СССР в ОКБ Туполева.
Первый полёт Ту-154 был выполнен 3 октября 1968 года. Самолёт производился серийно с 1970 по 1998 годы на Куйбышевском авиационном заводе, пережив несколько модернизаций. Темп выпуска достигал пяти единиц в месяц (c 1976 по 1981 годы производилось в среднем более одного самолёта в неделю, в 1980 — максимально 77 самолётов за год).
С 1998 по 2013 годы велось мелкосерийное производство самолётов Ту-154М на самарском заводе «Авиакор». В феврале 2013 года, после выпуска борта № 998, «Авиакор» сообщил об окончании производства самолёта данного типа.
Самый массовый советский реактивный пассажирский самолёт, который до конца 2000-х годов оставался одним из основных самолётов на маршрутах средней дальности страны.
Ту-154 — один из самых быстрых в мире серийных пассажирских лайнеров с крейсерской скоростью более 900 км/ч.

## История создания
Предварительная разработка советского среднемагистрального самолёта нового поколения, предназначавшегося для замены Ту-104, Ан-10 и Ил-18, началась в ОКБ Туполева в 1963 году под руководством главного конструктора Дмитрия Сергеевича Маркова, заместителя Андрея Николаевича Туполева. Затем главным конструктором стал Сергей Михайлович Егер, а с 1975 года — Александр Сергеевич Шенгардт. В конкурсе также участвовал проект ОКБ Ильюшина Ил-72, который не получил дальнейшего развития. В ОКБ Туполева ставилась задача создать современный пассажирский самолёт, не уступающий по своим параметрам созданному в то время американскому Boeing 727.
Первый опытный экземпляр самолёта за № 67-КН1  был построен на опытном производстве ОКБ Туполева — на Московском машиностроительном заводе «Опыт» в 1968 году, и его первый полёт состоялся 3 октября — командир экипажа Юрий Владимирович Сухов. Этот самолёт получил регистрационный номер: СССР-85000. Одновременно на ММЗ был изготовлен второй планер для нагрузочного стенда (испытаний на прочность), и он не предназначался для полётов.
В 1969 году лайнер продемонстрировали на международном авиасалоне Ле-Бурже. 
В 1969 году на Куйбышевском авиационном заводе № 18 (КуАПО (ныне — «Авиакор»)) началась подготовка к серийному производству нового лайнера. До конца года было изготовлено четыре предсерийных самолёта с номерами 69М001, 69М002, 69М003 и 69М004. Все они предназначались для проведения различных испытаний. Так, первый самолёт был передан в ГосНИИ ГА, второй — в КБ Туполева, третий — в ЛИИ им. Громова и четвёртый лайнер отдали на прочностные испытания. В дальнейшем по 1972 год включительно было построено еще 5 предсерийных лайнеров, последний из которых — 70М009 летал в московском транспортном УГА, аэропорт Внуково, и после выработки ресурса был передан в Киевский институт инженеров ГА для испытаний новых систем БРЭО.
В мае 1971 года предсерийные самолёты начали использоваться для перевозки почты из Москвы (Внуково) в Тбилиси, Сочи, Симферополь и Минеральные Воды.
Серийное производство лайнера началось с борта 70М010 (рег. № СССР-85010), который покинул заводские цеха в 1971 году.
Самолётам семейства Ту-154 (в СССР, а затем в России) присваивались регистрационные (бортовые) номера, начинающиеся с 85 (например: СССР-85311 и RA-85185).
На трассы авиакомпании «Аэрофлот» лайнер вышел в начале 1972 года. Первый регулярный рейс с пассажирами на борту по маршруту Москва — Минеральные Воды Ту-154 рег. СССР-85016 совершил 9 февраля 1972 года (командир экипажа Е. И. Багмут). 2 апреля 1972 года лайнер начал эксплуатироваться на международных авиалиниях — первый международный рейс на Ту-154 был выполнен в берлинский аэропорт «Шёнефельд».
Начальная эксплуатация показала, что самолёт требует дальнейшей модернизации, поэтому уже через два года была готова к производству модификация Ту-154А, которая и стала первой пошедшей в серию — двигатели НК-8-2 заменены на более мощные НК-8-2У.
В период с 1975 по 1981 годы самолёт модернизировался, взлётная масса была увеличена с 94 до 98 тонн. Изменения коснулись планера (в том числе крыла), состава оборудования, увеличения пассажировместимости. Новая модификация получила наименование Ту-154Б. Впоследствии под эту конфигурацию доработали все самолёты первых серий.
12 октября 1984 года в серийное производство поступила модификация Ту-154М (первоначально Ту-164), созданная под руководством Александра Сергеевича Шенгардта. На этой модификации были установлены более экономичные двигатели конструкции ОКБ Соловьёва. Самолёты этой модификации имеют максимальную взлётную массу от 100 до 104 тонн.
9 самолётов были переделаны в грузовые, проект первоначально именовался как Ту-154Т, затем — Ту-154С (Cargo).
5 самолётов были переоборудованы в летающие лаборатории и существенно доработаны по программе испытаний космического челнока «Буран». Два из пяти Ту-154ЛЛ могли совершать полностью автоматическую посадку.
2 самолёта были переоборудованы в рамках программы «Открытое небо». Самолёты предназначались для всестороннего контроля за военной деятельностью стран НАТО и СНГ. В Германии был переоборудован самолёт Ту-154М, принадлежащий специальному подразделению «Luftwaffe» (через 2 года, в 1997 году, самолёт разбился). В России проект получил наименование Ту-154М-ОН.
На базе Ту-154 создан первый в мире самолёт, двигатели которого работали на сжиженном газе (Ту-155).
Модификации Ту-154 стали самыми массовыми самолётами в СССР в середине 1980-х годов. На этих самолётах выполнялась значительная доля авиаперевозок пассажиров в СССР. Ту-154 летали во многие аэропорты СССР, а также в аэропорты более 80 городов мира. 
Помимо «Аэрофлота», различные модификации Ту-154 эксплуатировались в ВВС СССР — в сумме за всё время 39 самолётов, в 235-м правительственном авиаотряде (всего 9  самолётов), ЛИИ им. Громова — 11 самолётов, МВД СССР — 5 самолётов, ВМФ СССР — 2 самолёта.
Самолёты Ту-154 поставлялись на экспорт в Китай (в том числе в ВВС НОАК), в Северную Корею, Иран, Сирию, Чехословакию, Польшу, Югославию, Афганистан и др.

## Конструкция

### Планер
Ту-154 построен по аэродинамической схеме свободнонесущего низкоплана со стреловидным крылом (35° по линии четверти хорд), Т-образным оперением с переставным стабилизатором и задним расположением трёх двигателей и ВСУ. В конструкции использованы алюминиевые сплавы Д16, В95, АК6, АЛ19, магниевые сплавы МЛ5, МА8, стали 30ХГСА, 30ХГСН2А.
Стояночная высота самолёта по верхней части киля составляет 11,4 метра, длина самолёта 48,0 метров, диаметр фюзеляжа в районе пассажирского салона 3,8 метра.
Фюзеляж круглого в плане сечения. Продольный и поперечный силовой набор состоит из 83 шпангоутов, стрингеров, продольных балок ниши передней опоры шасси и работающей обшивки. Конструктивно фюзеляж самолёта состоит из трёх разъёмных частей, которые стыкуются по шп. № 19 и № 66, и внутри горизонтально разделён полом. Верхняя часть служит для размещения экипажа и пассажиров, нижняя подпольная часть предназначена для багажных и технических помещений. На шп. № 3 навешивается радиопрозрачный носовой обтекатель антенны РЛС «Гроза», до шп. № 4 отсек негерметичен. За 4-м шпангоутом начинается гермокабина. Кабина экипажа расположена между шп. № 4 — 5 и перегородкой, установленной между шпангоутами № 10 — 11. За кабиной экипажа по 14 шп. находится передний вестибюль со входной дверью (слева) и туалетом, затем следует первый салон для пассажиров, шп. № 14 — 29. За первым салоном размещается кухня-буфет, шп. 29 — 34 (или 31 — 34), с кухонным оборудованием и служебной дверью на правом борту. За кухней находится второй вестибюль со входной дверью слева (шп. № 34—36), за которым размещён второй пассажирский салон между перегородками на шпангоутах № 36 и № 64. Между шпангоутами № 64 — 67 изначально расположены три задних туалета, впоследствии помещение среднего туалета переоборудовано в служебное помещение.
Под полом гермокабины находятся: ниша передней ноги шасси между шп. 14-19, затем герметичный передний багажный отсек (шп. № 22-40) с погрузочным люком справа внизу, затем следует негерметичный отсек центроплана шп. 41-49 и средний (на Ту-154М — задний) багажник — шпангоуты № 50—65.
Пять нижних технических отсеков с различным самолётным оборудованием размещаются между шп. № 5 — 14, 19 — 22, 40 — 41, 49 — 50 и 65 — 67. В хвостовой части фюзеляжа имеется техотсек шп. № 68 — 73 с люком по правому борту, затем идёт отсек второго двигателя (шпангоуты с 73 по 83), который закрывается снизу двумя парами больших створок. Сверху на модификациях кроме Ту-154М между шпангоутами № 78 — 82 находится отсек ВСУ, на Ту-154М ВСУ размещена поперечно между шп. 72 — 74. Справа и слева в хвосте фюзеляжа размещаются мотогондолы для внешних двигателей № 1 (слева) и № 3 (справа).
Первоначально Ту-154 планировался к эксплуатации экипажем из трёх человек, в составе КВС, второго пилота и бортинженера. В дальнейшем, после ряда неприятных инцидентов с потерей ориентировки, пришлось вводить в экипаж штурмана. При необходимости, в кабине может разместиться пятый член экипажа, например — проверяющий. Также на некоторых машинах, в том числе всех ведомственных, по левому борту оборудовано рабочее место бортрадиста.
В кабине размещаются приборные доски, верхний, средний и боковые пульты, а также щитки, панели АЗС. Остекление состоит из каркаса фонаря с тремя лобовыми электрообогреваемыми стёклами, двух боковых и четырёх верхних стёкол, а также двух сдвижных форточек.
Крыло
Крыло самолёта переменной стреловидности, трёхлонжеронное, кессонной конструкции, с двойным поперечным V, на центроплане минус 3 градуса, на отъёмных частях крыла — плюс 1,5. Стреловидность составляет по линии 1/4 хорд 35°, по передней кромке 37°37′48″; на участках крыла, примыкающих к фюзеляжу, стреловидность составляет 40° 40′. Размах крыла — 33,75 метра.
Крыло состоит из центроплана и двух отъёмных частей крыла (ОЧК), снабжено предкрылками, трёхщелевыми закрылками (на Ту-154М — двухщелевыми), интерцепторами и элеронами. В центроплане находятся четыре топливных бака — два (расходный бак № 1 и бак № 4) в фюзеляжной части, два (два бака № 2) в крыльевых частях. В каждой из отъёмных частей крыла находится по баку № 3.
Носок крыла оборудован воздушно-тепловым обогревом, предкрылки выпускаются на угол 22°, имеют электрообогрев.
Элероны служат для поперечного управления и отклоняются дифференциально. Привод элеронов от необратимых рулевых приводов (бустеров) РП-55.
Закрылки выдвижные трёхщелевые, на Ту-154М — двухщелевые. На взлёте выпускаются на угол 15 или 28°, на посадке — на 36 (только на Ту-154М) или 45°. Предкрылки трёхсекционные с электроприводом — внешняя, средняя (на ОЧК) и внутренняя (на центроплане) секции.
Иллюзия отрицательного поперечного V происходит из-за большой крутки центроплана, а также из-за того, что передняя кромка крыла установлена заметно выше задней.
Интерцепторы
Делятся на внешние, средние и внутренние. Находящиеся на центроплане внутренние интерцепторы выпускаются только при обжатой левой опоре шасси, на Ту-154Б — при включении реверса тяги двигателей либо вручную кнопкой на рукоятке средних интерцепторов, на Ту-154М — на скорости выше 160 км/ч при нахождении всех трёх РУД на малом газе. Средние интерцепторы (два слева и два справа) управляются рукояткой на среднем пульте пилотов. Внешние интерцепторы работают в элеронном режиме, то есть несинхронно на правом и левом полукрыльях. При отклонении элерона вверх на угол более 1°30' элерон-интерцептор на той же плоскости начинает синхронно и пропорционально отклоняться вместе с элероном.
Привод интерцепторов — гидравлический. Внутренний интерцептор выпускается гидроцилиндром, средний интерцептор — рулевым приводом РП-59. Каждый элерон-интерцептор управляется тремя рулевыми приводами: одним РП-57 и двумя РП-58.
Хвостовое оперение Т-образное, стреловидное. Включает киль с рулём направления и стабилизатор с рулём высоты. Впереди киля установлен на фюзеляже форкиль.
Стреловидность вертикального (48°53′ по передней кромке) и горизонтального (42°27′ по передней кромке) оперения превышает стреловидность крыла для того, чтобы несущие характеристики хвостового оперения с увеличением числа М не ухудшались быстрее, чем характеристики крыла. Для расширения диапазона эксплуатационных центровок стабилизатор переставляется в полёте в диапазоне углов от минус 1°30' до минус 7°. Половины РВ подвешиваются на 8 узлах подвески. Каждая половина управляется одним рулевым приводом РП-56.
РН подвешивается к килю на четырёх узлах подвески и приводится в действие гидравлическим приводом РП-56.
Шасси
Трёхстоечное, убираемое в полёте. Уборка шасси от первой гидросистемы, выпуск в штатном режиме также от первой, и аварийно — от 2-й или 3-й. Колея шасси составляет 11,5 метра.
Носовая стойка с парой управляемых колёс КН-10, на модификации до Ту-154Б-1 включительно управляется только педалями пилотов, с модификации Ту-154Б-2 в рулёжном режиме управляется рукояткой на левом пульте командира. Полный угол разворота передних колёс (режим руления) 55°, а в режиме взлёт-посадка — 8°30'. Для гашения ударов и обеспечения плавности хода установлен газомасляный амортизатор, заправляемый ~2800 см3 масла АМГ-10 и заряжаемый техническим азотом с начальным давлением 75±1,0 кгс/см2. Стойка убирается в нишу, которая закрывается двумя парами створок
Основные стойки шасси с двухкамерными газомасляными амортизаторами (на первых сериях самолёта были однокамерные), 11600 см³ масла АМГ-10. Стойки убираются в полёте в гондолы в крыле, с одновременным опрокидыванием тележки на 90 градусов. На каждой тележке установлено по три пары тормозных колёс типа КТ-141А или КТ-141Д (в этих моделях нет вентиляторов охлаждения) или КТ-141Е (под крышкой на оси установлен вентилятор охлаждения), в зависимости от модификации самолёта. Колёса оборудованы дисковыми тормозами с пакетом металлокерамических дисков и антиюзовым автоматом растормаживания. С модификации Ту-154М, а также некоторых Ту-154Б-2 специального назначения, тормоза получили электрические вентиляторы охлаждения. Люк каждой ниши шасси закрывается щитком и двумя парами створок.

### Силовая установка
Силовая установка состоит из трёх ТРДД НК-8-2(У) конструкции ОКБ-276 Николая Дмитриевича Кузнецова. На модификации Ту-154М они заменены двигателями Д-30КУ-154-II конструкции ОКБ Соловьёва. Два двигателя размещены в хвостовой части фюзеляжа в мотогондолах, третий — внутри хвостовой части фюзеляжа, с воздухозаборником в форкиле с S-образным каналом. Для доступа к среднему двигателю снизу имеются две пары откидываемых вниз створок. Нумерация двигателей — слева направо по направлению полёта. Все три двигателя крепятся одинаково на шарнирных подкосах.
Управление режимами работы двигателей и реверсом тяги двигателей сводится к управлению положением рычагов насосов-регуляторов на двигателях, которые обеспечивают автоматическую подачу топлива к форсункам двигателя. Для каждого двигателя имеется отдельная система управления рычагом насоса-регулятора.
Система управления каждого двигателя состоит из рычага управления двигателем (РУД) расположенного на среднем пульте пилотов и рычага управления двигателем,
расположенного на пульте бортинженера, которые связаны меж собой механическими тягами. На среднем пульте на ручках «Г1» и «Г3» первого и третьего двигателя имеется рычаг управления реверсом (фюзеляжный двигатель № 2 реверсивного устройства не имеет), а на пульте бортинженера дополнительно установлены три рычага останова двигателей и рычаг тормозного устройства РУД. От кабины до двигателей проводка тросовая, с гермовыводами. В т/о шп. № 68-69 к проводке управления двигателями подключён исполнительный механизм ИМАТ-2-12-4В автомата тяги АТ-6-2 системы автоматического управления АБСУ-154-2.

### Топливная система
Топливная система самолёта Ту-154 состоит из топливных баков и следующих систем: питания топливом основных двигателей, питания топливом двигателя вспомогательной силовой установки, перекачки топлива, дренажа топливных баков, заправки топливом, а также системы автоматики расхода и измерения топлива АЦТ6 (заменена на СУИТ4-1Т), расходомера СИРТ-1Т.
Ёмкость топливной системы: бак № 1 — 4125 л, бак № 2 лев. прав. — 11875 л, бак № 3 лев. прав. — 6780 л, бак № 4 — 8250 л. Бак № 1 расходный. Топливо из расходного бака подаётся к двигателям по трубопроводам. Для увеличения высотности в топливной системе установлено четыре насоса подкачки ЭЦН-325, для нормальной работы двигателей достаточно двух насосов. Для работы ВСУ в расходном баке смонтирован подкачивающий насос ЭЦН-319. Топливо в расходный бак перекачивается из остальных баков самолёта десятью перекачивающими топливными насосами ЭЦН-323 по достаточно сложному алгоритму.
Заправка топливом производится через две горловины централизованной заправки в нижней части правого носка центроплана. Возможна заправка через верхние горловины баков в исключительных случаях, заправочные горловины имеются у баков № 2 и № 3. При централизованной заправке на щитке заправки топливом имеется переключатель вариантов заправки — «10т», «15т», «20т», «25т» и «П» (полная заправка).
Система автоматики и измерения топлива измеряет количество топлива в баках, а также позволяет автоматически распределять топливо при заправке (автомат заправки), в полёте (автомат расхода) и выравнивать при неравномерном расходе из правых и левых баков (автомат выравнивания).
Некоторые самолёты оборудованы отдельной системой подачи в топливо противоводокристаллизационной жидкости (жидкость «И»).

### Гидравлическая система
Состоит из трёх параллельно работающих гидросистем — 1-й, 2-й и 3-й. Рабочая жидкость — АМГ-10, давление в линии нагнетания — 210 кгс/см². Количество масла в первой и второй системе по 103 литра, в третьей — 45 литров. Гидробак 1-й и 2-й системы общий, с перегородкой, которая даёт возможность при уменьшении гидравлической жидкости в баке сохранить систему, оставшуюся герметичной, в рабочем состоянии, предотвращая с определённого уровня уход гидрожидкости с одной из сторон перегородки. Источником давления в г/со служат четыре насоса НП-89: на 1 гидросистему работают два насоса — по одному насосу установленному на 1-м и 2-м двигателе; на 2 гидросистему работает один насос, установленный на втором двигателе, на третью гидросистему работает один насос, установленный на 3-м двигателе. Насосы не отключаемые, приводятся во вращение через кинематическую (не отключаемую) связь с шестернёй коробки самолётных агрегатов. То есть могут работать только при вращающемся роторе двигателя (при уходе жидкости из гидросистемы насос в полёте отключить невозможно, что часто приводит к разрушению плунжеров насоса и попаданию стружки в трубопроводы гидросистемы). Помимо насосов, установленных на двигателях, для создания давления во второй и третьей гидросистеме в заднем техническом отсеке установлены две электрические насосные станции НС-46, которые включаются вручную тумблером на пульте бортинженера, в полёте при отказе второго (третьего) двигателя самолёта или при наземных проверках при неработающих двигателях. Давление в первой гидросистеме на земле может быть создано от насосной станции второй гидросистемы путём включения крана кольцевания, расположенного на пульте бортинженера.
Для наземной отработки гидросистем самолёта возможно подключение аэродромной гидроустановки типа УПГ-300.
Первая гидросистема обеспечивает основное и стояночное торможение колёс, аварийное торможение колёс, основную уборку и выпуск шасси, выпуск и уборку внутренних интерцепторов, выпуск и уборку средних интерцепторов, питание гидроусилителей системы управления самолётом, уборку и выпуск закрылков. Вторая гидросистема обеспечивает управление поворотом колёс передней ноги, аварийный выпуск шасси, питание гидроусилителей системы управления самолётом, уборку и выпуск закрылков.
Третья гидросистема обеспечивает питание гидроусилителей системы управления самолётом и дублирующий аварийный выпуск шасси.

### Система электроснабжения
Первичная система электроснабжения выполнена на переменном токе — три сети (№ 1-3) трёхфазного переменного тока 200 вольт 400 гц. Источниками электричества служат три генератора ГТ40ПЧ6 на двигателях и генератор ГТ40ПЧ6 на ВСУ. Генераторы на двигателях имеют стабилизированные обороты, так как подключены через приводы постоянных оборотов. Мощности двух генераторов достаточно для питания всех самолётных систем. Генератор на ВСУ служит для питания бортсети на земле и в аварийных случаях в полёте. Для электропитания от наземного источника снизу в районе шп. № 70 имеется розетка аэродромного питания. Аэродромное питание подаётся сразу на все три сети. При включении какого-либо самолётного генератора на сеть после запуска двигателя к нему автоматически подключается первая и третья сети, а наземный источник остаётся подключённым ко второй сети. При включении любых двух генераторов наземный источник питания отключается. Одновременная работа наземного источника и самолётных генераторов на одну и ту же сеть исключается.
На борту смонтирована вторичная сеть переменного трёхфазного тока 36 вольт, источниками тока служат два трансформатора ТС-330СО4Б (один рабочий и один резервный). Ещё на самолёте установлен электромашинный преобразователь ПТ-200Ц, который преобразует постоянный ток в трёхфазный переменный. В нормальном режиме он питает резервный авиагоризонт, но при необходимости может включаться в сеть вместо трансформаторов.
На самолёте Ту-154 применяется необычная электросеть 27 вольт переменного тока. Эта сеть запитывает кухонное оборудование — кипятильники и термосы, которым абсолютно всё равно, постоянный ток или переменный. Источником тока в этой сети служит трансформатор ТС-375СО4А.
Часть самолётных потребителей запитаны фазным напряжением (одна фаза и нейтраль — корпус самолёта), что соответствует напряжению 115 вольт. В случае обесточивания сети такие потребители будут получать электроэнергию от однофазного преобразователя МА-100М, подключённого к аккумуляторной шине.
Сети постоянного тока на самолёте питаются от трёх выпрямительных устройств ВУ-3А, причём два рабочие, а третий выпрямитель — резервный. В качестве аварийных источников постоянного тока используются две аккумуляторные батареи 12САМ-28 (или 20НКБН-25).

### Система управления полётом
Особенностью системы управления Ту-154 является применение без обратной связи бустерного управления основными органами управления без использования ручного управления, даже в качестве аварийного. В проводку управления рулями и элеронами последовательно включены электрогидравлические рулевые агрегаты РА-56В-1 автоматической бортовой системы управления АБСУ-154-2.
АБСУ-154-2 предназначена для улучшения характеристик устойчивости и управляемости самолёта при штурвальном пилотировании на всех режимах полёта от взлёта до посадки, для автоматизации управления самолётом на этапах набора высоты, маршрутного полёта и снижения по сигналам навигационно-пилотажного комплекса, а также для обеспечения автоматического и директорного управления самолётом при заходе на посадку. Для повышения надёжности работы система имеет трёхкратное резервирование.
АБСУ-154-2 структурно состоит из системы автоматического управления САУ-154-2, системы траекторного управления СТУ-154-2, автомата тяги АТ-6-2, аппаратуры ухода на второй круг — вычислитель ухода ВУ-1-2.
Управление рулём высоты осуществляется перемещением колонок штурвала пилотами и дополнительное перемещение от рулевого агрегата РА-56В-1 через дифференциальную качалку. Результирующее перемещение передаётся трубчатыми тягами на два двухканальных рулевых привода РП-56, непосредственно управляющих половинами РВ. Для создания дополнительных усилий пилотам в проводку управления включён взлётно-посадочный и полётный загружатели. Для балансировки самолёта по тангажу в продольном канале установлен механизм эффекта триммирования МЭТ-4У.
Система управления рулём направления предназначена для штурвального и автоматического управления самолётом по курсу и обеспечивает отклонение руля направления пилотами и рулевым агрегатом РА-56В-1 с помощью рулевого привода РП-56. В проводку управления включён полётный загружатель и механизм триммирования МП-100М.
Система управления элеронами предназначена для штурвального и автоматического управления самолётом по крену и курсу и обеспечивает отклонение элеронов и элеронов-интерцепторов пилотом и рулевым агрегатом РА-56В-1.Отклонение каждого элерона осуществляется с помощью рулевого привода РП-55. Для создания усилий в канале элеронов установлен неотключаемый пружинный загружатель. Для снятия нагрузки установлен механизм триммерного эффекта МП-100М. Для повышения эффективности элеронов на самолёте применяются отклоняемые только вверх элерон-интерцепторы. Полный угол отклонения элеронов ±20±1°, при этом интерцепторы отклоняются на 45°±2°.
Средние интерцепторы с рулевыми приводами РП-59 применяются в качестве воздушных тормозов в полёте и на посадке и отклоняются при перемещении рукоятки в кабине экипажа.
Внутренние интерцепторы применяются в качестве дополнительных тормозов при посадке. Они выпускаются сразу на полный угол при переводе внешних двигателей в реверс, а также вручную от рукоятки выпуска внутренних интерцепторов, которая находится сверху на рукоятке выпуска средних интерцепторов.
Переставной стабилизатор позволяет эксплуатировать самолёт с более передней центровкой на взлёте и посадке при сохранении требуемых запасов углов отклонения руля высоты и без увеличения усилий на штурвале. Автоматически меняет угол, в зависимости от угла выпуска закрылков, с целью компенсации пикирующего момента при выпуске закрылков. В эксплуатации обычно используют два положения — полётное —1°30', и взлётно-посадочное— 7°. Привод стабилизатора выполнен электромеханизмом МУС-ЗПТВ. Механизм имеет в конструкции два реверсивных электродвигателя, работающих на суммирующую дифференциальную передачу. Управление стабилизатором осуществляется переключателем в кабине, на более новых самолётах возможно автоматическое управление, которое привязано к управлению закрылками.
Система управления закрылками СПЗ-1А. Привод закрылков осуществляется двухканальным гидромотором РП-60-1, который передаёт вращательное движение на трансмиссию. Система управления предкрылками синхронизирована с приводом закрылков. В автоматическом режиме предкрылки начинают выпускаться одновременно с началом движения закрылков, а убираются только после полной уборки закрылков. Привод предкрылков — электрический, двухканальным электромеханизмом ЭПВ-8П на каждой плоскости.

### Бортовое радиоэлектронное оборудование
Радионавигационное оборудование: метеонавигационный радиолокатор «Гроза М-154», радиотехническая система ближней навигации РСБН-2СА с антенно-фидерной системой (АФС) «Пион-НП-154», самолётный дальномер СД-75, радиовысотомер малых высот РВ-5М, доплеровский измеритель скорости и угла сноса ДИСС-3П (ДИСС-013), навигационно-посадочная система «Курс-МП-2» (МП-70), радиолокационный ответчик СРО-2 «Латунь» («изделие 020»), ответчик СОМ-64, СО-70 (СО-72М), аппаратура госопознавания «Пароль» («изделие 6202»).
Связное оборудование: две УКВ станции «Баклан-20» («Ландыш-20») , КВ радиостанция «Микрон», аварийные КВ станции Р-855УМ, самолётное переговорное устройство СПУ-7, самолётное громкоговорящее устройство СГУ-15 (СГС-25), магнитофон «Арфа-М».
Устройства регистрации: магнитофон записи переговоров экипажа «Марс-БМ» или МС-61Б, регистраторы полётной информации К3-63 и МСРП-12-96 (или МСРП-64).

### Приборное оборудование и электронная автоматика
Система воздушных сигналов СВС-ПН-15-4, автомат углов атаки и перегрузки АУАСП-12КР, точная курсовая система ТКС-П2, навигационно-вычислительное устройство НВУ-БЗ.
Приборное оборудование.
Резервный авиагоризонт АГР-144. Система полного и статического давлений — три линии с приёмниками полного давления ППД-1В и по четыре приёмника статического давления на левом и правом бортах, и один резервный в нише передней ноги шасси. Автономные барометрические приборы — три пилотажных вариометра ВАР-ЗОМ, вариометр ВАР-75М, два высотомера ВМ-15, высотомер УВИД-15Ф, три указателя скорости КУС-730/1100К, сигнализатор числа «М» МС-1, реле давления ИКДРДФ 0,25-0,175-3 и ИКДРДФ 0,16-0,145-3, сигнализатор высоты СВУ-12-1А, а также барометрические приборы системы кондиционирования воздуха в кабине: вариометр ВАР-ЗОМ, указатель высоты и перепада давлений УВПД-5-0,8, высотный сигнализатор ВС-46, сигнализатор давления СДУ-ЗА-0,7.

## Особенности самолёта
Расположение двигателей — заднее, что уменьшает шум в салоне и разворачивающий момент при отказе двигателя, но создаёт проблемы с «затенением» стабилизатора и двигателей на больших углах атаки и с задней центровкой, что приводит первоначально к помпажу и отказу боковых двигателей, затем — отказу среднего и к резкому уменьшению эффективности руля высоты (самолёт попадает в режим глубокого сваливания и далее — плоского штопора, из которого без специального оборудования не выводится).
В отличие от более современных самолётов (имеющих сотовые конструкции в элементах планера), может обдуваться тепловыми обдувочными машинами для удаления обледенения и снега с поверхности самолёта.
Ресурс амортизационных стоек шасси равен ресурсу планера и поэтому замена стоек в процессе эксплуатации по отработке ресурса не требуется.
В силу расположения второго двигателя в фюзеляже существенно осложнена операция установки заглушки на воздухозаборник второго двигателя, что увеличивает трудоёмкость обеспечения стоянки самолёта в зимний период и подготовки самолёта к вылету после стоянки.
Заправка масляных баков двигателей и вспомогательной силовой установки централизованная, под давлением, через штуцер в лючке, доступный с уровня земли. Система централизованной заправки двигателей маслом не только снижает трудоёмкость работ по заправке, но и исключает риск опасных ошибок при ТО самолёта и подготовке его к вылету, связанных с необходимостью открытия/закрытия крышек горловин маслобаков, при ручной заправке двигателей маслом напрямую в бак.
Перекладка створок реверса на самолётах типа Ту-154Б осуществляется от сжатого воздуха, подаваемого от компрессора двигателя, на самолётах Ту-154М от гидрожидкости автономных гидросистем двигателей и возможна в полёте. В частности, включение реверса тяги в полёте на высоте 5 метров и расстоянии до торца ВПП 300 метров было применено при перегоне самолёта экипажем лётчика-испытателя Рубена Есаяна, который выполнил перегон самолёта Ту-154М (бортовой номер RA-85069) с аэродрома Безымянка на находящийся вблизи него закрытый для выполнения полётов аэродром Смышляевка, имеющий ВВП длиной 1200 м — почти вдвое меньше минимально необходимой длины ВПП для нормальной эксплуатации Ту-154М (2200 м), о чём Рубен Есаян упоминает в своём интервью.
Доступ внутрь кабины самолёта возможен как через входные и кухонную двери, так и нештатно, через аварийные люки (имеющие возможность блокировки их открытия изнутри салона), передний технический отсек, имеющий лючок снизу фюзеляжа (открывается ключом, тем же, что и замок передней входной двери, далее — через люк в полу переднего вестибюля) и через лючки переднего и заднего багажных отсеков (далее — через люки в полу салона самолёта). После открытия входных дверей, при отсутствии необходимых стремянок, доступ в самолёт возможен также при помощи аварийной лестницы, которая является принадлежностью самолёта и, согласно эксплуатационной документации, может использоваться только в нештатных ситуациях. На практике же применялась активно в процессе обслуживания самолёта техническим составом и, иногда, лётным. Пример входа в самолёт по аварийной лестнице при перегоне самолёта из Ижмы экипажем Рубена Есаяна.
Высокое расположение входных дверей, требующих во время обслуживания самолёта стремянок большой высоты, существенно затрудняет обслуживание самолёта, при дефиците стремянок приводит к необходимости нештатного входа в самолёт в процессе его технического обслуживания, в нарушение правил.
Штуцеры заправки самолёта топливом, маслом (маслосистем двигателей и ВСУ), водой, слива нечистот из приёмных баков санузлов доступны с уровня земли и не требуют применения стремянок или же, в случаях, когда передняя амортстойка не обжата (в самолёте нет пассажиров), доступны с применением стремянок минимальной высоты и любых подручных средств (на практике авиатехники используют для этого упорные колодки, которые устанавливаются под колёса шасси). В районе штуцера заправки самолётов водой указатели уровня воды в баках отсутствуют, что является существенным недостатком. Без входа в салон самолёта об уровне воды в баке, в процессе заправки, можно судить только по началу вытекания воды из штуцера дренажа (свидетельствующей о том, что бак заполнен полностью). Панели заправки водой и слива нечистот из санузлов в полёте подогреваются во избежание замерзания жидкости в штуцерах.
Штуцеры заправки гидросистем самолёта гидрожидкостью, заправки азотом системы наддува гидробаков, доступны с лёгких стремянок минимальной высоты. На практике заправка гидросистем самолёта и системы наддува гидробаков при оперативном обслуживании обычно не требуется.

## Модификации серийных ВС

### Ту-154
Производился в 1968—1969 годах. Серийное производство проектной версии Ту-154 началось в 1971 году. Первый коммерческий рейс был совершён 9 февраля 1972 года. Оснащён турбореактивными двигателями НК-8-2, мог принять на борт до 164 человек. Всего построено 49 таких самолётов. Бортовые номера — с  85000 по 85055.

### Ту-154А
На модификации Ту-154А в центроплане установлены дополнительные топливные баки, добавлены аварийные выходы. Был оснащён усовершенствованными до версии НК-8-2У двигателями с большей степенью двухконтурности. Также были улучшены аэродинамические свойства крыла, взлётная масса была доведена до 94 тонн. С 1974 года было выпущено 63 самолёта. Бортовые номера с  85056 по 85120.

### Ту-154Б
Усиленная конструкция крыла, в фюзеляже установлен дополнительный топливный бак, также добавлены аварийные выходы в хвосте. Взлётный вес — 98 тонн. Автопилот (АБСУ-154) позволял производить полёт полностью в автоматическом режиме (кат. II ИКАО). Почти все собранные ранее Ту-154 и Ту-154А были усовершенствованы до этой модификации. Салон самолёта проектировался в двух вариантах — летнем (на 152 человека) и зимнем (на 144 человека), с возможностью переоборудования силами эксплуатирующей организации. Было выпущено 105 самолётов без учёта усовершенствованных. Бортовые номера с  85121 по 85225.
Последний Ту-154Б в эксплуатации находится в Северной Корее и выполняет рейсы авиакомпании Air Koryo.

### Ту-154Б-1
Были усовершенствованы топливная система, авионика, система воздушного кондиционирования, а также шасси. В салоне размещалось 160—169 пассажиров. Было выпущено 68 самолётов. Бортовые номера — с 85226 по 85294.

### Ту-154Б-2
Модификация Ту-154Б-1 экономкласса под 180 пассажиров, с усовершенствованной автоматической бортовой системой управления (АБСУ-154-2). Многие Ту-154Б-1 были доведены до этой версии позднее. Модификация выпускалась с 1978 по 1986 годы, всего было выпущено 382 самолёта. Взлётный вес некоторых экземпляров достиг 100 или 102 тонн за счёт замены колёс шасси и тормозных механизмов на усовершенствованные. Бортовые номера — с / 85295 по 85605 (кроме 85317 — Ту-154М).
По состоянию на 1 января 2011 года большинство Ту-154Б уже списано, в эксплуатации остаётся 15 самолётов.
Последними авиакомпаниями, эксплуатировавшими самолёты Ту-154Б-2 в России, были «Кавминводыавиа» (до сентября 2011 года), «Оренбургские авиалинии» (до декабря 2011 года) и «Когалымавиа» (в январе 2011 года). В данный момент в качестве пассажирского эксплуатируется только одной авиакомпанией (Air Koryo, КНДР) и в качестве транспортных самолётов ВВС и МВД России.

### Ту-154С
Транспортный самолёт Ту-154С (первоначальное обозначение Ту-154Т) разработан в ОКБ Туполева на базе пассажирского Ту-154Б в 1982 году. Максимальная коммерческая нагрузка — 20 тонн. Давление наддува гермокабины снижено с 0,59 до 0,55 кг/см².
От пассажирского варианта отличается только грузовым люком 2,8×1,87 м, расположенным по левому борту перед крылом, открывающимся от отдельной, автономной гидросистемы, смонтированной около этого люка, шаровыми и роликовыми направляющими по всей длине грузовой кабины, и наличием специального грузового оборудования. Груз размещается в салоне на 9 поддонах и закрепляется швартовочными сетками. Перемещение поддонов по салону — ручное. Для защиты кабины экипажа служит барьерная сетка. Лётный экипаж состоит из двух пилотов и бортинженера. Предусмотрено место штурмана.
Первоначально планировалось переоборудовать на Куйбышевском авиазаводе 20 самолётов Ту-154А и Ту-154Б, но переоборудовано только 9 (борта 85019, 85037, 85060, 85062, 85063, 85065, 85067, 85081 и 85084). Последний из Ту-154С эксплуатировался до 1999 года.

### Ту-154М
Глубокая модернизация Ту-154Б-2. Первый полёт состоялся в 1982 году, коммерческая эксплуатация началась в 1984 году. Оснащён более экономичными двигателями ТРДД Соловьёва Д-30КУ-154-II. Вкупе с усовершенствованием аэродинамических свойств крыла и фюзеляжа это давало значительное повышение топливной эффективности (на 30 %) и позволило значительно увеличить дальность полёта (часовая экономия около тонны по сравнению с Ту-154Б). Трёхщелевые закрылки были заменены на двухщелевые, но более эффективные (третье звено закрылка сделали зацело со вторым и увеличили максимальный угол отклонения). Добавлена новая, 36-градусная позиция выпущенного положения закрылков, что позволило снизить шум при посадке. Максимальный взлётный вес составил 102—104 тонны в зависимости от марки тормозов. Производство этой модификации продолжалось до 2012 года.
Назначенный ресурс самолёта (по данным ОКБ) составляет 60 000 лётных часов, 25 000 циклов «взлёт-посадка» или сорок лет эксплуатации. Межремонтный ресурс соответственно — 30 000 часов, 11 000 циклов «взлёт-посадка», двадцать лет. Приблизительная цена самолёта в лётном состоянии от 0,4 до 28 миллионов долларов (нового) в зависимости от года выпуска. В общей сложности было выпущено 320 самолётов.
На май 2011 года на стапелях «Авиакора» ещё было два самолёта (85041 и 85042), которые были поставлены в августе 2012 года и феврале 2013 года в ВВС России. Таким образом серийное производство Ту-154М закончено.
В ноябре 2008 года от эксплуатации Ту-154М отказалась S7 Airlines, в ноябре и декабре 2009 года «Россия» и «Аэрофлот» соответственно. Причина — экономическая неконкурентоспособность. С 2010 по 2014 годы крупнейшим в России гражданским пользователем этого типа самолёта оставалась авиакомпания UTair — в её парке был 21 самолёт Ту-154М.
В 2018 году Ту-154М продолжает эксплуатироваться авиакомпанией «Алроса» на регулярных рейсах, последние рейсы были совершены в сентябре 2018 года, после чего Ту-154М «Ижма» был передан в музей авиации в Толмачёво. В качестве транспортно-пассажирского самолёта лайнер в правительственных авиакомпаниях России, Казахстана, Киргизии и Китая.
В 2020 году Ту-154М эксплуатируется авиакомпанией «Алроса», вернее эксплуатируется лишь один борт 85757. В СЭ «Алроса» значится и борт RA-85782, как пассивный резерв, но он находится на территории аэропорта Мирный в полуразобранном состоянии. Машины с регистрациями RA-85654, 85684, 85675, 85728 списаны и отстранены от полётов, а борт RA-85770 порезан на металлолом. ВВС России, Казахстана, Киргизии и Китая по-прежнему эксплуатируют эти самолёты.

### Ту-154М с НК «Жасмин»
В 1990-е годы была выпущена ограниченная серия Ту-154М (самолёты с бортовыми номерами RA-85805, RA-85806, RA-85807, RA-85808, RA-85813, RA-85814 и RA-85820), которая оснащалась пилотажно-навигационным комплексом «Жасмин» на базе ЦВМ-80, инерциальной навигационной системой И-21 и АБСУ-154-3. Кроме того, дополнительно устанавливалась система сигнализации высоты эшелонирования ССВЭ-2-1, система предупреждения пилотов о сближении с землёй СППЗ-1-2, TCAS.

### Ту-154М-100
Усовершенствованная версия Ту-154М. Увеличенный до 104 тонн взлётный вес (посадочный — 82,5 тонны). В дальнейшем большинство остальных Ту-154М были сертифицированы на взлётный вес 104т, в частности все Ту-154М Аэрофлота. Новые интерьеры, увеличенный шаг кресел, оснащён западной авионикой (Litton), в том числе обновлённой спутниковой системой навигации GPS взамен КЛН-90, и новым метеорадаром «Контур-10» взамен обычной «Грозы». Такие же мероприятия были проведены на многих других имеющихся в эксплуатации Ту-154М. Эти мероприятия позволили снизить массу пустого самолёта на 500 килограммов. Всего по заказу Slovak Airlines в 1998 году было поставлено три самолёта. Но в 2003 году они реимпортированы авиакомпанией «Пулково» и работали до ноября 2009 года в авиакомпании «Россия». С ноября 2009 года прекратили эксплуатацию, находились на хранении и в августе 2013 года были разрезаны на металлолом. Носили бортовые номера RA-85834, 85835, 85836.
12 самолётов этой модификации заказала авиакомпания Iran Air, но позднее она отказалась от них.
Эта модификация никогда не была отражена в официальной документации для эксплуатантов, официально все самолёты были обычными Ту-154М.
Позже все самолёты Ту-154М в Аэрофлоте и большинство самолётов в Ютэйре были оборудованы винглетами.

## Модификации ВС, отличающиеся от серийных

### Ту-154ЛЛ
Пять летающих лабораторий, переоборудованных по программе многоразового космического челнока «Буран». Критерием выбора Ту-154 послужил приблизительно одинаковый посадочный вес и геометрические размеры. На самолётах была изменена система устойчивости и управляемости (СУУ) в системе АБСУ-154 и усилена хвостовая часть фюзеляжа. Все интерцепторы могли работать в режиме воздушных тормозов. На месте второго пилота была установлена часть штатной кабины космического корабля, с новой приборной доской и ручкой управления. Два самолёта оснащены комплектом РТО челнока «Буран» и могли выполнять полностью автоматическую посадку.
Для ухудшения аэродинамики самолёта на высоте 10 км выпускались стойки шасси. На снижении внешние двигатели (№ 1 и 3) вводились в реверс для получения крутой глиссады.
Всего по программе «Буран» на Ту-154ЛЛ было выполнено около 200 полётов.

### Ту-154М2
Находившаяся в разработке в конце 1990-х годов двухдвигательная версия Ту-154М. Предполагалось установить на самолёте два ТРДД ПС-90А-154 с целью снизить расход топлива на 15 % и обеспечить показатели самолёта по шуму и эмиссии вредных веществ в соответствии с нормами ICAO, однако ни один самолёт произведён не был.

### Ту-154М-ОН
Проект самолёта, предназначенного для работ по программе «Открытого неба».

### Ту-154М-ЛК-1
Самолёт-лаборатория для РГНИИ ЦПК имени Ю. А. Гагарина. Установлена РЛС бокового обзора «Ронсар», созданная в НИИ «Кулон». Выполняются полёты по программе «Открытого неба». Бортовой номер RF-85655, базируется на аэродроме Чкаловский.

### Ту-155/156
Экспериментальные варианты с двигателями, работающими на водороде и метане. На Ту-155 (первый полёт в 1988 году) только двигатель № 3 (правый) использует метан. На Ту-156 на газе работают все три двигателя. Ту-155 и Ту-156 часто называют самолётами на криогенном топливе из-за способа хранения горючего на борту (в сжиженном состоянии при низкой температуре).

## Лётно-технические характеристики
|                                                        | Ту-154Б-2             | Ту-154М                      |
| ------------------------------------------------------ | --------------------- | ---------------------------- |
| Габариты                                               |                       |                              |
| Длина                                                  | 47,9 м                | 47,9 м                       |
| Размах крыла                                           | 37,55 м               | 37,55 м                      |
| Площадь крыла                                          | 201,45 м²             | 202,0 м²                     |
| Высота                                                 | 11,4 м                | 11,4 м                       |
| Диаметр фюзеляжа                                       | 3,8 м                 | 3,8 м                        |
| Ширина салона                                          | 3,56 м                | 3,56 м                       |
| Высота салона                                          | 2,02 м                | 2,02 м                       |
| Масса                                                  |                       |                              |
| Максимальная взлётная                                  | 98-102 т              | 100—104 т                    |
| Максимальная посадочная                                | 78 т                  | 80 т                         |
| Пустого                                                | 51 т                  | 55 т                         |
| Максимальная коммерческая нагрузка                     | 18 т                  | 18 т                         |
| Максимальный запас топлива                             | 39,75 т               | 39,75 т                      |
| Расход авиатоплива                                     | 6200 кг/ч             | 5400 кг/ч                    |
| Лётные данные                                          |                       |                              |
| Количество пассажиров                                  | 152—180               | 164—180                      |
| Крейсерская скорость                                   | 900 км/ч              | 900—950 км/ч                 |
| Максимальная скорость                                  | 975 км/ч              | 975 км/ч                     |
| Максимальное число М                                   | 0,88                  | 0,86                         |
| Дальность полёта с максимальной коммерческой нагрузкой | 2650 км               | 3900 км                      |
| Дальность полёта с максимальной заправкой              | 3900 км               | 6600 км                      |
| Длина разбега                                          | 2300 м                | 2300 м                       |
| Длина пробега                                          | 2200 м                | 2200 м                       |
| Высота полёта                                          | 11 100 м              | 11 100 м                     |
| Потолок                                                | 12 100 м              | 12 100 м                     |
| Экипаж                                                 | 4 чел.                | 4 чел.                       |
| Двигатели                                              | 3 × 10 500 кгс НК-8-2 | 3 × 11 000 кгс Д-30КУ-154-II |

## Производство
В период с 1970 по 1998 годы было построено 918 самолётов семейства Ту-154, из которых:
- 604 — Ту-154, А, Б, Б-1, Б-2 (кроме борта RA-85317), включая 9 Ту-154С (грузовой)[12], переделанных в конце 1980-х годов;
- 313 — Ту-154М (включая борт RA-85317).

19 февраля 2013 года серийное производство Ту-154 было прекращено — на Самарском авиационном заводе «Авиакор» (бывший Куйбышевский авиационный завод, который строил Ту-154 начиная с 1970-х годов) был выпущен последний самолёт семейства с заводским номером 998 (он передан МО РФ). После этого на заводе в Самаре будут продолжать выполняться регламентные работы, капремонты и различные операции по продлению ресурса самолётов.
Ту-154 стал самым массовым реактивным пассажирским самолётом в СССР, ещё 150 самолётов были экспортированы в авиакомпании других стран.

## Эксплуатация
На регулярные пассажирские трассы авиалайнер Ту-154 вышел в 1972 году — свой первый регулярный рейс с пассажирами на борту он совершил 9 февраля 1972 года по маршруту Москва—Минеральные Воды. Рейс выполнил экипаж в составе командира Е. И. Багмута, второго пилота А. В. Алимова, штурмана В. А. Самсонова и бортинженера С. С. Сердюка.
В 1980 году лётчик Наиль Саттаров выполнил на самолёте «бочку», за что был отчислен из центра подготовки космонавтов и понижен в должности.
С середины 2000-х годов авиакомпании начали постепенный вывод Ту-154 из эксплуатации. Основной причиной отказа от этого типа самолёта является не столько выработка ресурса (большинство использовавшихся в это время Ту-154 были произведены в конце 1980-х и в 1990-е годы и могли летать ещё по меньшей мере до 2015 года; лишь отдельные единицы перешагнули 30-летний рубеж или были близки к нему) и качества самолёта (по комфорту Ту-154М не сильно уступает ранним Airbus A320), сколько низкая топливная эффективность двигателей НК-8 и Д-30КУ (расход авиатоплива у Д-30 почти в 1,4 раза (три двигателя) больше, чем у основного двигателя, использующегося на современных западных самолётах — CFM56). Ту-154 проектировали в 1960-х годах, когда при плановой экономике цена авиатоплива не являлась определяющим фактором.
В то же время, к концу 2008 года, Ту-154 всё ещё составлял основу среднемагистрального парка российских авиакомпаний. Однако разразившийся в конце 2008 года экономический кризис ускорил процесс вывода самолёта-ветерана из эксплуатации. 17 ноября 2008 года все свои Ту-154 вывела из эксплуатации авиакомпания S7 Airlines — крупнейший российский внутренний перевозчик. В следующем году её примеру последовали «Россия» и «Аэрофлот» — 31 декабря 2009 года лайнер совершил свой последний рейс под флагом национального перевозчика; Ту-154 являлся «рабочей лошадкой» «Аэрофлота» в течение 38 лет.
К концу XX века лайнер морально устарел, и пользователи Ту-154 начали заменять его на более современные аналоги: Boeing 737 поздних модификаций и Airbus A320. В 2002 году из-за ограничений по уровню шума были запрещены полёты Ту-154 в страны ЕС без специальных шумопоглощающих панелей. С 2006 полёты Ту-154 (кроме Ту-154М) в Евросоюзе были полностью запрещены. Самолёты этого типа стали эксплуатироваться в основном в странах СНГ.
В 2008-09 годах эксплуатацию Ту-154 на регулярных рейсах прекратили S7 Airlines, «Россия» и «Аэрофлот». 
16 октября 2011 года эксплуатацию Ту-154 прекратила авиакомпания «Уральские авиалинии»; этот эксплуатант примечателен тем, что в его парке до 2009 года летал лайнер 85193 — Ту-154Б 1977 года постройки, самый старый Ту-154 в России. Самый «пожилой» в мире самолёт постройки 1976 года принадлежит авиакомпании Air Koryo (КНДР, борт P-552) и эксплуатируется ею (по состоянию на июль 2018 года).
По состоянию на конец 2010 года в России эксплуатировалось 100 самолётов Ту-154 различных модификаций (82 Ту-154М и 18 Ту-154Б-2). На июнь 2013 года крупнейшим пользователем Ту-154 в России была авиакомпания «UTair» (23 самолёта), но и она вскоре вывела Ту-154 из своего авиапарка. Крупнейшим пользователем Ту-154 за пределами России был Казахстан (12 самолётов).
1 января 2011 года в Сургуте сгорел на лётном поле Ту-154Б-2 борт RA-85588 авиакомпании «Когалымавиа». И хотя эвакуацию пассажиров из горящего лайнера начали своевременно, троих человек спасти не удалось. После этой катастрофы Президент России Дмитрий Медведев заявил, что по результатам расследования происшествия дальнейшая эксплуатация Ту-154 может оказаться под вопросом.
По состоянию на начало 2011 года самолёты этого типа ещё оставались «на крыле» в Белоруссии (3), Таджикистане (5), Киргизии (3), Азербайджане (3), Узбекистане (3), КНДР (2) и КНР (3). 20 февраля 2010 года в Иране авиационными властями страны был введён полный запрет на эксплуатацию Ту-154. Окончательно запрет вступил в силу с февраля 2011 года. По одному самолёту компоновки «Салон» числится за правительствами Польши (по последним данным, он уже передан в «Muzeum Wojska Polskiego»), Чехии, Словакии и Болгарии.
В феврале 2013 года серийное производство Ту-154 было прекращено. Остальной выпуск, согласно данным того же источника, распределяется так:
- 71 — потеряны в авариях и катастрофах
- 187 — разрезаны на металлолом
- 89 — готовятся к разрезке на металлолом
- 24 — в музеях (23) и самолёт-ресторан (1)
- 283 — на хранении, около 100 из них в состоянии лётной годности.

Авиакомпании, использовавшие Ту-154 для регулярных пассажирских перевозок в России на июнь 2013 года:
- UTair — 23 самолёта (до конца 2014 года были выведены из эксплуатации и заменены на Airbus A321)[18].
- Алроса — 7 самолётов.
- Якутия — 4 самолёта.
- Газпромавиа — 3 самолёта.
- Kosmos Airlines — 4 самолёта.
- Татарстан — 2 самолёта, планировалось приобрести ещё один[23]. Использовались в качестве подменных бортов.

В январе 2014 года в мире эксплуатировались 80 самолётов. По состоянию на январь 2017 года, единственным коммерческим эксплуатантом Ту-154 в России оставалась авиакомпания «Алроса» с двумя самолётами. Последние регулярные рейсы Ту-154 «Алроса» выполнила в начале ноября 2017 года.
Пока что Ту-154 остаётся одним из наиболее массовых самолётов советского/российского производства. Однако против Ту-154 играет его общее моральное устаревание и возросшее в последние годы количество авиакатастроф с его участием. По сообщению руководителя ФАВТ (Росавиация) Александра Нерадько, окончательный уход с российского рынка пассажирских перевозок самолётов этого типа неизбежен и займёт 1-2 года, а точные сроки будут зависеть от того, как эксплуатанты будут их замещать на более современные лайнеры. При этом 154-е, скорее всего, ещё долго будут эксплуатироваться различными государственными структурами (СЛО, МВД, ФСБ, МО РФ).
В июле 2015 года объединёнными усилиями российской и белорусской сторон было организовано первое мероприятие «Полёт ради полёта». Полёт осуществил белорусский экипаж на борту Ту-154М борт EW-85748. Энтузиасты и поклонники самолёта собрались в аэропорту Домодедово, откуда совершили перелёт в Национальный аэропорт Минска. Участников ждала развёрнутая программа мероприятия, в том числе пресс-конференция с организаторами, в которой принял участие Рубен Есаян, посещение авиамузея в пос. Боровая. По окончании мероприятия российских участников доставили назад в Домодедово, но уже на «Боинге».
Осенью 2016 года на самолёте Ту-154М авиакомпании «Белавиа» (борт EW-85741) было организовано второе памятное мероприятие «Полёт ради полёта». Любители авиации собрались в Национальном аэропорту Минск, откуда отправились на Ту-154 в аэропорт Гомеля. После культурной программы Ту-154 отвёз участников назад в Минск. За всё время мероприятия участники могли вблизи рассмотреть и потрогать весь самолёт, посетить кабину пилотов и пообщаться с людьми, которые на этом самолёте летали, обслуживали его и т. д..
25 декабря 2016 года авиакомпания «Белавиа» объявила о снятии с эксплуатации оставшихся (2 обычных и 1 правительственный) Ту-154М. До этого они выполняли чартерные рейсы на север России (в Норильск, Нижневартовск и Ноябрьск).
По состоянию на ноябрь 2018 года, Ту-154 оставался в коммерческой эксплуатации в двух авиакомпаниях — российской «Алроса» (1 самолёт модификация М) и северокорейской Air Koryo (2 самолёта модификация Б).
По состоянию на октябрь 2020 года, в коммерческой эксплуатации в России оставался один борт модификации М — RA-85757 1992 года выпуска, летающий в авиакомпании «Алроса».
Ещё два борта модификации Б — 1976 и 1983 годов выпуска соответственно — эксплуатируются национальным перевозчиком КНДР.
28 октября 2020 года единственный из оставшихся в гражданской авиации России самолёт Ту-154 выполнил свой последний гражданский полёт.

## Потери самолётов
По данным сайта Aviation Safety Network, всего на 10 января 2020 года в общей сложности в результате катастроф и серьёзных аварий был потерян 71 самолёт Ту-154. Ту-154 пытались угнать 30 раз, при этом погибли 13 человек. Всего в этих происшествиях погибли 3078 человек.
Крупнейшая катастрофа в истории Ту-154 (и всей советской авиации) произошла 10 июля 1985 года под Учкудуком. Лайнер свалился в плоский штопор по вине экипажа. На его борту находились 200 человек, все они погибли.

## Именные самолёты
Некоторым самолётам Ту-154 присвоены личные имена:
- RA-85312 «Сан Саныч»
- RA-85451 «Заводу 411ГА 55»
- RA-85457 «Ставрополье»
- RA-85510 «Чита», борт командующего 23-й Воздушной армии (до 1998 г.), переименован в RF-91822 после 2011 г.
- RA-85512 «Владимир Кондаков»
- RA-85562 «Дальнереченск»
- RA-85588 «Артём» (сгорел 1 января 2011 года в Сургуте)
- RA-85619 «Юлия Фомина» (назван в честь стюардессы, погибшей при угоне в Саудовскую Аравию)
- RA-85675 «Владимир Кузаков»
- RA-85676 «Саяногорск»
- RA-85677 «Магадан 60»
- RA-85681 «Абакан»
- RA-85685 «Находка»
- RA-85710 «Владивосток»
- RA-85727 «Константин Лужецкий» (порезан на металлолом, имя присвоено Boeing 737—800 а/к UTair (борт VQ-BJH)
- 4K-85729 «Shemakhi»
- RA-85733 «Антонина Григорьева»
- 4K-85734 «Shusha»
- RA-85736 «Юрий Морозов»
- 4K-85738 «Lachin»
- RA-85743 «Юрий Шеффер»
- RA-85755 «Василий Бахилов»
- RA-85768 «Константин Брехов»
- RA-85784 «Когалым»
- RA-85761 «Когалым»
- RA-85786 «Когалым»
- RA-85787 «Сургут» (сгорел 24 января 2010 года в Мешхеде)
- RA-85788 «Борис Щербина» (порезан на металлолом, имя присвоено Boeing 737—800 а/к UTair (борт VQ-BQQ)
- RA-85790 «Валерий Кузьмин»
- RA-85796 «Виктор Муравленко»[32] (утрачен при съёмках ремейка к/ф «Экипаж» в 2014 г.[33]; имя присвоено Boeing 737—800 а/к UTair (борт VQ-BJF)
- RA-85803 «Спасск-Дальний»
- RA-85805 «Фарман Салманов» (порезан на металлолом, имя присвоено Boeing 737—800 а/к UTair (борт VQ-BQP)
- RA-85808 «Пётр Панов»
- RA-85813 «Владимир Кулешов» (порезан на металлолом, имя присвоено Boeing 737—800 а/к UTair (борт VQ-BJI)
- RA-85820 «Роман Марченко» (порезан на металлолом, имя присвоено Boeing 737—800 а/к UTair (борт VQ-BJJ)
- RA-85828 «Расул Гамзатов»
- RA-85837 «Хакасия»
- RA-85845 «Уссурийск» (разбился 4 июля 2001 года под Иркутском)
- RA-85849 «Арсеньев»
- RA-85056 «Николай Байбаков» (борт порезан, имя присвоено Boeing 737—800 а/к UTair (борт VQ-BJG)

## В культуре
Самолёт-музей на ВДНХ
Самым известным в СНГ бортом Ту-154 был один из немногих сохранившихся опытных образцов лайнера (борт СССР-85005, 1968 года выпуска) — наземный музей, простоявший почти 40 лет на территории ВДНХ перед бывшим павильоном «Авиация и космонавтика». За время своего существования самолёт-музей посетило несколько миллионов человек; был допуск посетителей в кабину пилотов и можно было посидеть за штурвалом лайнера. Самолёт также снимался в одном из выпусков «Утренней почты» (самолёт ведёт Карел Готт). 13 сентября 2008 года самолёт распилили на металлолом.
Музыка
- Почтовая марка СССР, 1979 годПесня «Ту-154» (музыка В. Логутина, слова Д. Угольникова)[35].
- Песня «Предполётный осмотр» (слова и музыка В. Захарова).
- Песня «Экипаж» (слова и музыка В. Захарова).

Кино
- «Экипаж» (1979 год).
- «Ёлки 2» (2011 год) — именной самолёт Ту-154М «Ю. Снегирёва».
- «Ту-154. Моя легенда» (2014 год) — документальный.
- В первой серии сериала «Пилот международных авиалиний» главные герои управляют Ту-154[36].
- В первой серии сериала «Спецназ-2: Взлётная полоса» в роли захваченного террористами самолёта выступает Ту-154[37].

Памятники
| № | Модель  | Бортовой номер | Описание                               | Иллюстрация |
| - | ------- | -------------- | -------------------------------------- | ----------- |
| 1 | Ту-154Б | СССР-85040     | Кривой Рог. В экспозиции Музея авиации |             |
| 2 | Ту-154Б | CCCP-85131     | Кривой Рог. В экспозиции Музея авиации |             |
| 3 | Ту-154Б | СССР-85149     | Кривой Рог. В экспозиции Музея авиации |             |

- В 2012 году около аэропорта Толмачёво (Новосибирск) установлен памятник Ту-154М (борт RA-85628, принадлежит авиакомпании «Сибирь»): «В знак благодарности всем, кто проектировал, строил, пилотировал и обслуживал Tу-154».
- Во Владивостоке два самолёта Ту-154М с бортовыми номерами 85766 и 85803 «Спасск-Дальний», ранее эксплуатировавшиеся в авиакомпании «Владивосток Авиа», установлены в качестве спортивного кафе и помещения для офисов на СТК «Приморское кольцо»[43].
- В парке техники города Когалыма установлен Ту-154Б-1 с рег. номером 85261 в качестве здания для патриотического клуба «Возрождение». В настоящее время[когда?] «Возрождение» перенесено в стоящий рядом памятник пассажирскому поезду, а в самолёте замуровали двери и перекрасили в цвета «Лукойл-АВИА»
- На регулярные пассажирские трассы авиалайнер Ту-154 вышел 9 февраля 1972 года, совершив свой первый регулярный рейс с пассажирами на борту по маршруту Москва—Минеральные Воды. 9 февраля 2012 года, в день 40-летнего юбилея этого рейса, состоялась закладка памятной таблички, а уже 26 октября в международном аэропорту Минеральные Воды торжественно открыта памятная скульптура. В церемонии её открытия приняли участие главный конструктор ОАО «Туполев» Ту-154 Андрей Гришин и генеральный директор Государственного НИИ гражданской авиации Василий Шапкин.
- Существуют планы поставить Ту-154 в качестве памятника в аэропорту Шереметьево.
- 29 сентября 2018 года в новосибирском аэропорту Толмачёво прошла торжественная церемония встречи самолёта Ту-154М борт RA-85684 «Ижма». Самолёт передан авиационному музею в связи с истечением срока лётной годности[44].
- Почта СССР в 1979 году выпустила почтовую марку с изображением самолёта Ту-154.

Компьютерные игры
- Проработанные модели Ту-154 созданы для авиасимуляторов «Microsoft Flight Simulator», «X-plane»[45] и «FlightGear Flight simulator».
- Также существует в виде любительского дополнения к экономическому симулятору «Transport Giant», где представлен с двумя вариантами ливрей авиакомпании «Аэрофлот».

Моделизм
- Фирмой «Звезда» выпускается сборная модель Ту-154М в масштабе 1/144[46].

## Конструктивно схожие самолёты
- Boeing 727
- Hawker Siddeley Trident